# Weinschlauch

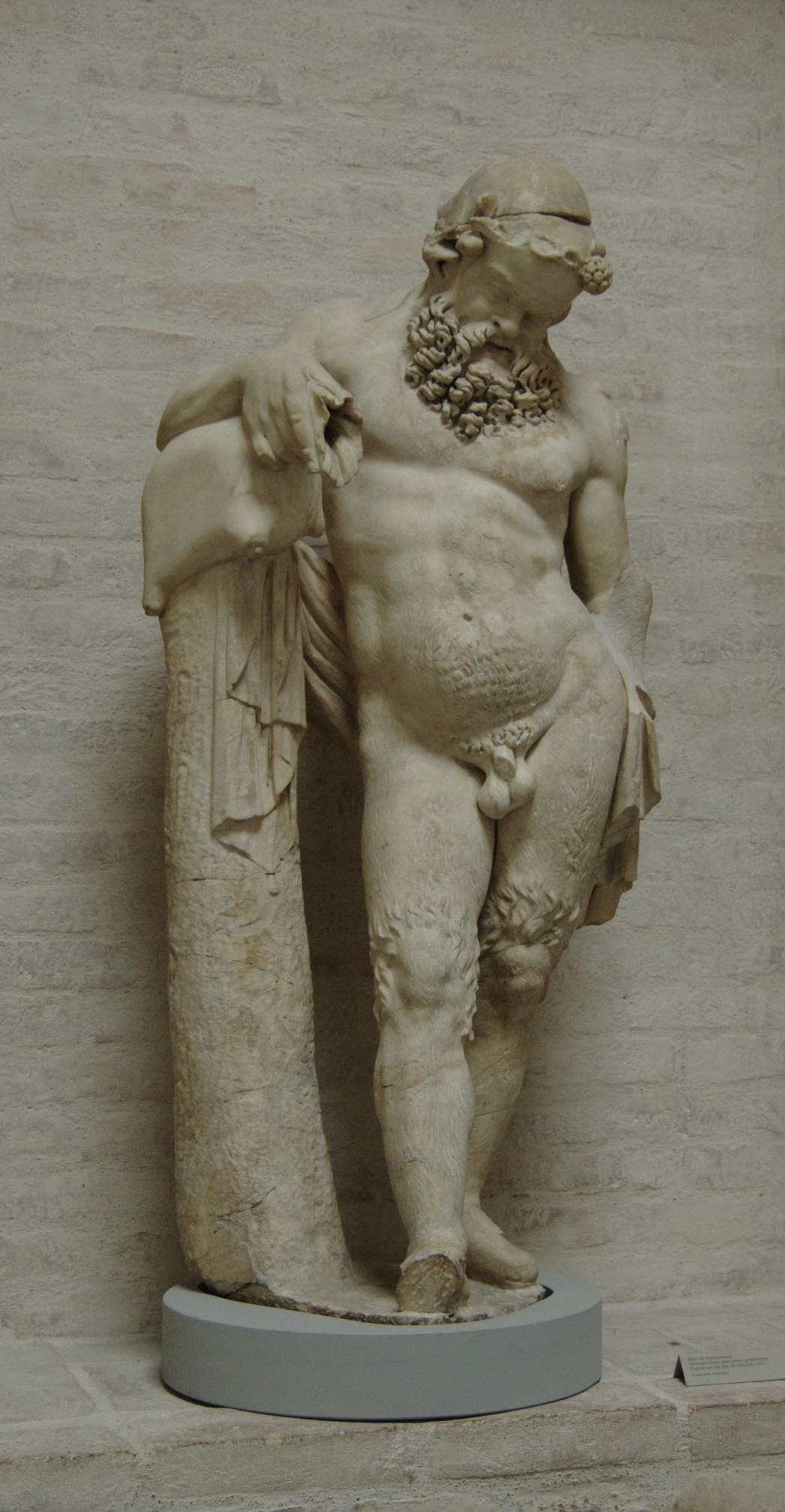
Silen mit einem Weinschlauch, um 340–320 v. Chr.

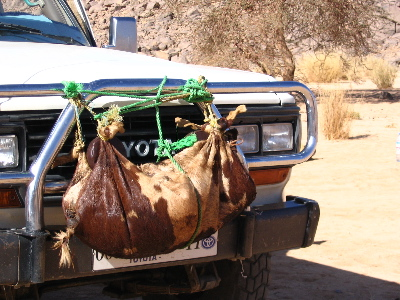
Ziegenhaut als Weinbehälter nach historischem Vorbild

Als Weinschlauch wird ein elastisches Gebinde bezeichnet, in dem Wein gehandelt und aus dem Wein abgezapft wird. In der Antike und im Mittelalter waren Weinschläuche neben Amphoren und Fässern ein gängiges Transportmittel. Dabei kamen sowohl kompakte Weinschläuche für den direkten Konsum (z. B. Bota) als auch große Weinschläuche aus kompletten Tierhäuten zum Einsatz.
Im modernen Alltag haben Weinschläuche aus Tierhaut fast keine Bedeutung mehr. Im Deutschen werden jedoch auch flexible Kunststoffbehälter für Wein (Bag-in-Box) als Weinschlauch bezeichnet.

## Trivia
Die biblische Redewendung vom neuen Wein in alten Schläuchen bezieht sich auf die so gearteten Lederbehälter.